# Liste der denkmalgeschützten Objekte in Močenok
Die Liste der denkmalgeschützten Objekte in Močenok enthält die 25 nach slowakischen Denkmalschutzvorschriften geschützten Objekte in der Gemeinde Močenok im Okres Šaľa.

## Denkmäler
| Foto |                 | Denkmal / č. ÚZPF                                          | Standort / Konskr. Nr.                                  | Offizielle Beschreibung                       | Beschreibung                                        | Metadaten                                                                       |
| ---- | --------------- | ---------------------------------------------------------- | ------------------------------------------------------- | --------------------------------------------- | --------------------------------------------------- | ------------------------------------------------------------------------------- |
|      | Datei hochladen | Grab mit Grabstein(sk) ObjektID: 405-1542/0                | KG: Močenok Konskr.Nr.:                                 | Sládeček Michal;1880-1922,robotník            | des Michal Sládeček, Arbeiter                       | č. NKP: 405-1542/0 Stand des NKP: 2012-02-08 Name: HROB S NÁHROBNÍKOM           |
| BW   | Datei hochladen | Kapelle(sk) ObjektID: 405-1545/1                           | Sv.Gorazda ul. Standort KG: Močenok Konskr.Nr.:         | r.k.Božieho hrobu;kaplnka Božieho hrobu       | Kapelle des Heiligen Grabes                         | č. NKP: 405-1545/1 Stand des NKP: 2012-02-08 Name: KAPLNKA                      |
| BW   | Datei hochladen | Kreuz mit Korpus Christi(sk) ObjektID: 405-1545/2          | Sv.Gorazda ul. Standort KG: Močenok Konskr.Nr.:         | Ukrižovaný Kristus;socha Krista na kríži      | der Gekreuzigte                                     | č. NKP: 405-1545/2 Stand des NKP: 2012-02-08 Name: KRÍŽ S KORPUSOM I.           |
| BW   | Datei hochladen | Statue 1(sk) ObjektID: 405-1545/3                          | Sv.Gorazda ul. Standort KG: Močenok Konskr.Nr.:         | Mária Magdaléna;Golgota-socha Márie Magdalény | Maria Magdalena zu Füßen des Gekreuzigten           | č. NKP: 405-1545/3 Stand des NKP: 2012-02-08 Name: SOCHA I.                     |
| BW   | Datei hochladen | Kreuz mit Dieb (rechts von Jesus)(sk) ObjektID: 405-1545/4 | Sv.Gorazda ul. Standort KG: Močenok Konskr.Nr.:         | lotor pravý;kríž so sochou lotra-pravý        | Mitgekreuzigter rechts                              | č. NKP: 405-1545/4 Stand des NKP: 2012-02-08 Name: KRÍŽ S KORPUSOM II.          |
| BW   | Datei hochladen | Kreuz mit Dieb (links von Jesus)(sk) ObjektID: 405-1545/5  | Sv.Gorazda ul. Standort KG: Močenok Konskr.Nr.:         | lotor ľavý;kríž so sochou lotra-ľavý          | Mitgekreuzigter links                               | č. NKP: 405-1545/5 Stand des NKP: 2012-02-08 Name: KRÍŽ S KORPUSOM III.         |
| BW   | Datei hochladen | Statue 2(sk) ObjektID: 405-1545/6                          | Sv.Gorazda ul. Standort KG: Močenok Konskr.Nr.:         | Panna Mária;Golgota-socha Panny Márie         | Jungfrau Maria                                      | č. NKP: 405-1545/6 Stand des NKP: 2012-02-08 Name: SOCHA II.                    |
|      | Datei hochladen | Statue 3(sk) ObjektID: 405-1545/7                          | Sv.Gorazda ul. KG: Močenok Konskr.Nr.:                  | sv.Ján Evanjelista;Golgota-socha sv.Jána Ev.  | Johannes der Evangelist                             | č. NKP: 405-1545/7 Stand des NKP: 2012-02-08 Name: SOCHA III.                   |
| BW   | Datei hochladen | Kreuzwegkapelle 1. Station(sk) ObjektID: 405-1545/8        | Sv.Gorazda ul. Standort KG: Močenok Konskr.Nr.:         | 1.zastavenie;Pilát odsudzuje Krista           | 1. Station, Pilatus verurteilt Christus             | č. NKP: 405-1545/8 Stand des NKP: 2012-02-08 Name: KAPLNKA KRÍŽOVEJ CESTY I     |
| BW   | Datei hochladen | Kreuzwegkapelle 2. Station(sk) ObjektID: 405-1545/9        | Sv.Gorazda ul. Standort KG: Močenok Konskr.Nr.:         | 2.zastavenie;Kristus berie kríž               | 2. Station, Christus nimmt das Kreuz                | č. NKP: 405-1545/9 Stand des NKP: 2012-02-08 Name: KAPLNKA KRÍŽOVEJ CESTY II    |
| BW   | Datei hochladen | Kreuzwegkapelle 3. Station(sk) ObjektID: 405-1545/10       | Sv.Gorazda ul. Standort KG: Močenok Konskr.Nr.:         | 3.zastavenie;1.pád Krista pod krížom          | 3. Station, 1. Sturz Christi unter dem Kreuz        | č. NKP: 405-1545/10 Stand des NKP: 2012-02-08 Name: KAPLNKA KRÍŽOVEJ CESTY III  |
| BW   | Datei hochladen | Kreuzwegkapelle 4. Station(sk) ObjektID: 405-1545/11       | Sv.Gorazda ul. Standort KG: Močenok Konskr.Nr.:         | 4.zastavenie;Stretnutie Krista s P.M.         | 4. Station, Begegnung Christi mit Maria             | č. NKP: 405-1545/11 Stand des NKP: 2012-02-08 Name: KAPLNKA KRÍŽOVEJ CESTY IV   |
| BW   | Datei hochladen | Kreuzwegkapelle 5. Station(sk) ObjektID: 405-1545/12       | Sv.Gorazda ul. Standort KG: Močenok Konskr.Nr.:         | 5.zastavenie;Šimon pomáha Kristovi            | 5. Station, Simon hilft Christus                    | č. NKP: 405-1545/12 Stand des NKP: 2012-02-08 Name: KAPLNKA KRÍŽOVEJ CESTY V    |
| BW   | Datei hochladen | Kreuzwegkapelle 6. Station(sk) ObjektID: 405-1545/13       | Sv.Gorazda ul. Standort KG: Močenok Konskr.Nr.:         | 6.zastavenie;Kristus a Veronika               | 6. Station, Christus und Veronika                   | č. NKP: 405-1545/13 Stand des NKP: 2012-02-08 Name: KAPLNKA KRÍŽOVEJ CESTY VI   |
| BW   | Datei hochladen | Kreuzwegkapelle 7. Station(sk) ObjektID: 405-1545/14       | Sv.Gorazda ul. Standort KG: Močenok Konskr.Nr.:         | 7.zastavenie;2.pád Krista pod krížom          | 7. Station, 2. Sturz Christi unter dem Kreuz        | č. NKP: 405-1545/14 Stand des NKP: 2012-02-08 Name: KAPLNKA KRÍŽOVEJ CESTY VII  |
| BW   | Datei hochladen | Kreuzwegkapelle 8. Station(sk) ObjektID: 405-1545/15       | Sv.Gorazda ul. Standort KG: Močenok Konskr.Nr.:         | 8.zastavenie;Kristus napomína plačúce ženy    | 8. Station, Christus ermuntert die weinenden Frauen | č. NKP: 405-1545/15 Stand des NKP: 2012-02-08 Name: KAPLNKA KRÍŽOVEJ CESTY VIII |
| BW   | Datei hochladen | Kreuzwegkapelle 9. Station(sk) ObjektID: 405-1545/16       | Sv.Gorazda ul. Standort KG: Močenok Konskr.Nr.:         | 9.zastavenie;3.pád Krista pod krížom          | 9. Station, 3. Sturz Christi unter dem Kreuz        | č. NKP: 405-1545/16 Stand des NKP: 2012-02-08 Name: KAPLNKA KRÍŽOVEJ CESTY IX   |
| BW   | Datei hochladen | Kreuzwegkapelle 10. Station(sk) ObjektID: 405-1545/17      | Sv.Gorazda ul. Standort KG: Močenok Konskr.Nr.:         | 10.zastavenie;Vyzliekanie Krista              | 10. Station, Entkleiden Christi                     | č. NKP: 405-1545/17 Stand des NKP: 2012-02-08 Name: KAPLNKA KRÍŽOVEJ CESTY X    |
| BW   | Datei hochladen | Kreuzwegkapelle 11. Station(sk) ObjektID: 405-1545/18      | Sv.Gorazda ul. Standort KG: Močenok Konskr.Nr.:         | 11.zastavenie;Pribíjanie Krista na kríž       | 11. Station, Christus wird an das Kreuz geschlagen  | č. NKP: 405-1545/18 Stand des NKP: 2012-02-08 Name: KAPLNKA KRÍŽOVEJ CESTY XI   |
| BW   | Datei hochladen | Kreuzwegkapelle 12. Station(sk) ObjektID: 405-1545/19      | Sv.Gorazda ul. Standort KG: Močenok Konskr.Nr.:         | 12.zastavenie;Ukrižovanie Krista              | 12. Station, Kreuzigung Christi                     | č. NKP: 405-1545/19 Stand des NKP: 2012-02-08 Name: KAPLNKA KRÍŽOVEJ CESTY XII  |
| BW   | Datei hochladen | Kreuzwegkapelle 13. Station(sk) ObjektID: 405-1545/20      | Sv.Gorazda ul. Standort KG: Močenok Konskr.Nr.:         | 13.zastavenie;Snímanie Krista z kríža         | 13. Station, Abnahme Christi vom Kreuz              | č. NKP: 405-1545/20 Stand des NKP: 2012-02-08 Name: KAPLNKA KRÍŽOVEJ CESTY XIII |
| BW   | Datei hochladen | Kreuzwegkapelle 14. Station(sk) ObjektID: 405-1545/21      | Sv.Gorazda ul. Standort KG: Močenok Konskr.Nr.:         | 14.zastavenie;Ukladanie Krista do hrobu       | 14. Station, Grablegung Christi                     | č. NKP: 405-1545/21 Stand des NKP: 2012-02-08 Name: KAPLNKA KRÍŽOVEJ CESTY XIV  |
| BW   | Datei hochladen | Schloss(sk) ObjektID: 405-1543/1                           | Sv.Gorazda ul. 956 Standort KG: Močenok Konskr.Nr.: 956 | solitér;Biskupský kaštieľ                     | Bischofssitz                                        | č. NKP: 405-1543/1 Stand des NKP: 2012-02-08 Name: KAŠTIEĽ                      |
| BW   | Datei hochladen | Park(sk) ObjektID: 405-1543/2                              | Sv.Gorazda ul. Standort KG: Močenok Konskr.Nr.:         | Park okolo kaštieľa                           | Schlosspark                                         | č. NKP: 405-1543/2 Stand des NKP: 2012-02-08 Name: PARK                         |
| ja   | Datei hochladen | Kirche(sk) ObjektID: 405-1544/0                            | Športová ul. 1202 Standort KG: Močenok Konskr.Nr.: 1507 | r.k.sv.Klimenta;kostol sv.Klimenta            | römisch-katholische Kirche St. Clement              | č. NKP: 405-1544/0 Stand des NKP: 2012-02-08 Name: KOSTOL                       |

## Legende
Die Tabelle enthält im Einzelnen folgende Informationen:
| Foto:                    | Fotografie des Denkmals. |
| Denkmal / č. ÚZPF:       | Die Übersetzung der Bezeichnung des Denkmals, wie sie vom Slowakischen Denkmalamt (Pamiatkový úrad Slovenskej republiky) verwendet wird. Die Originalbezeichnung ist unter dem Fragezeichen angegeben. Fehlt die Übersetzung, so wird die Originalbezeichnung direkt angezeigt. Weiters ist die Objekt-Identifikationsnummer (Objekt ID) angeführt. Sie ist die offizielle, in der Slowakei eindeutige Nummer č. ÚZPF inklusive der zugehörigen Zählnummer, wie sie in den Daten des Denkmalamtes angegeben wird. Da diese nur innerhalb eines Landkreises gezählt wird, ist dessen Nummer der Denkmalnummer vorangestellt. |
| Standort:                | Wenn in der Liste vorhanden, ist die Adresse angegeben. In Klammern kann sich noch eine zusätzliche Adresse befinden, wenn es beispielsweise ein Eckhaus ist. Bei freistehenden Objekten ohne Adresse (zum Beispiel bei Bildstöcken) ist eine Adresse angegeben, die in der Nähe des Objekts liegt. Durch Aufruf des Links Standort wird die Lage des Denkmals in verschiedenen Kartenprojekten angezeigt. Darunter sind die Katastralgemeinde (KG) und, wenn vorhanden, die Konskriptionsnummer (Konskr. Nr.) angegeben.                                                                                                   |
| Offizielle Beschreibung: | Es ist die Kurzbeschreibung auf Slowakisch, wie sie in den offiziellen Listen angegeben ist, eingetragen. |
| Beschreibung:            | Kurze Angaben zum Denkmal auf Deutsch. |
| Metadaten:               | Zusätzlich werden, wenn in den persönlichen Einstellungen das Helferlein Dauerhaftes Einblenden von Metadaten aktiviert ist, ebensolche angezeigt. |

- Karte mit allen Koordinaten:
- OSM |
- WikiMap